# المغر الأعلى (المحويت)

تعديل مصدري - تعديل

المغر الأعلى هي إحدى قرى عزلة المجاديل بمديرية المحويت التابعة لمحافظة المحويت، بلغ تعداد سكانها 145 نسمة حسب تعداد اليمن لعام 2004.